# الشعر قنديل أخضر
الشعر قنديل أخضر، أحد الكتب النثرية من مؤلفات الشاعر العربي السوري نزار قباني، صدرت في عام 1963، عن منشورات نزار قباني في بيروت، لبنان.